# Jane Merrow

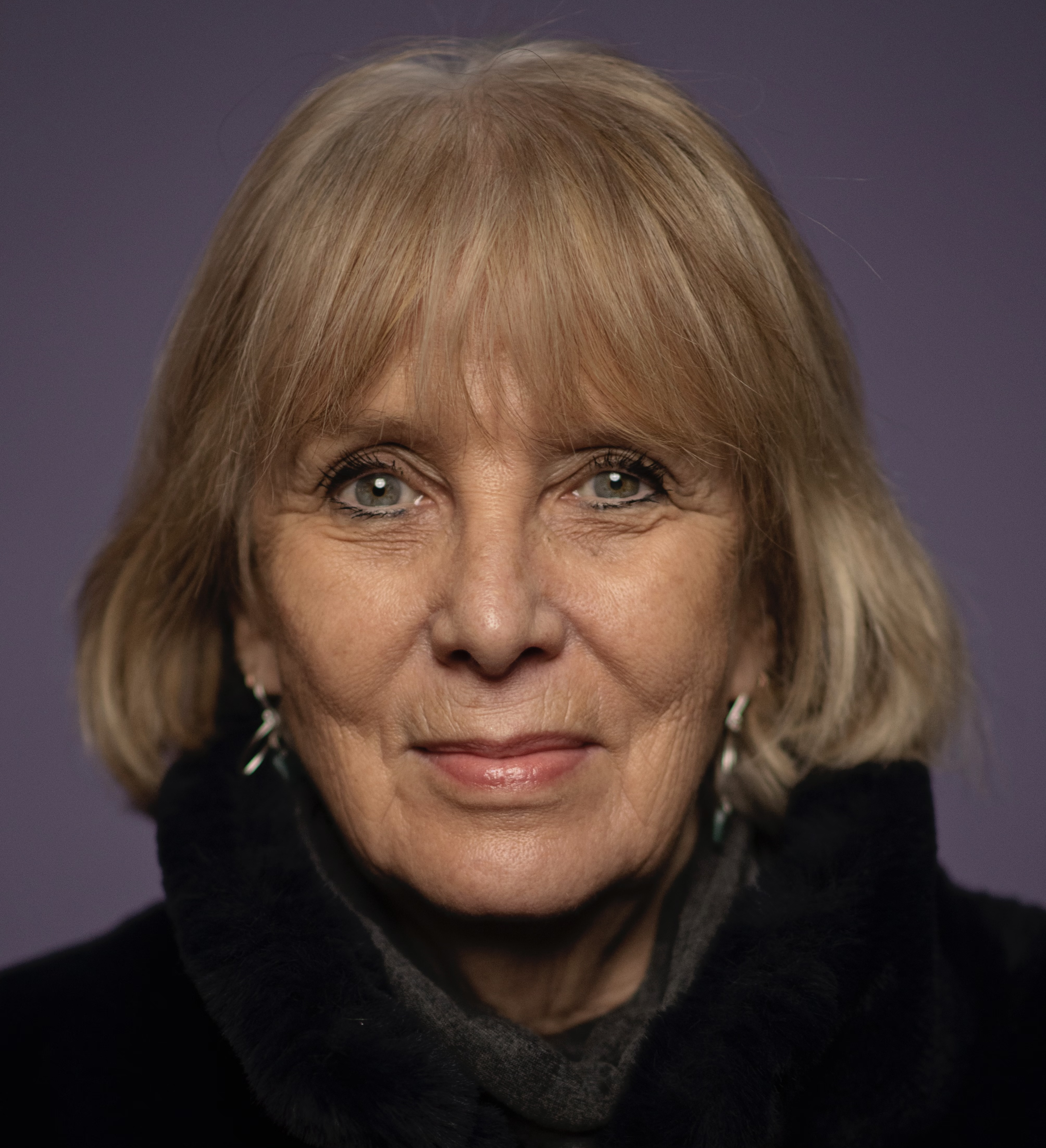
Jane Merrow (2020)

Jane Merrow (* 26. August 1941 in London, England als Jane Meirowsky) ist eine britische Schauspielerin.

## Leben und Karriere
Jane Merrow wurde als Tochter einer Engländerin und eines Deutschen geboren, der als Jude in den 1930er-Jahren wegen des Nationalsozialismus nach England flüchtete. Sie ist die Enkelin des deutschen Dermatologen Emil Meirowsky, ihre Tante Lisamaria Meirowsky starb im Holocaust.
Nach ihrem Studium an der Royal Academy of Dramatic Art übernahm Merrow erste kleinere Rollen beim Fernsehen sowie auf Londoner Theaterbühnen, durch die sie bald ein ordentliches Ansehen erlangte. Sie spielte in beliebten britischen Serien wie Simon Templar, Nummer 6 und Mit Schirm, Charme und Melone, bei letzterer war sie zeitweise Kandidatin für die weibliche Hauptrolle, ehe diese an Linda Thorson ging. International bekannt wurde Merrow durch ihre Rolle als Alix von Frankreich, die jugendliche Mätresse des von Peter O’Toole gespielten Königs, in dem Historiendrama Der Löwe im Winter (1968). Sie erhielt für ihre Darstellung eine Nominierung für den Golden Globe Award als Beste Nebendarstellerin.
1971 verkörperte sie eine größere Rolle als Blinde im Hammer-Horrorfilm Hände voller Blut an der Seite von Eric Porter. Im selben Jahr zog sie in die Vereinigten Staaten, wo sie in den folgenden 15 Jahren als Gastdarstellerin in zahlreichen Fernsehserien wie Der unglaubliche Hulk, Hart aber herzlich, Magnum und MacGyver auftrat. In der Serie Der Sechs-Millionen-Dollar-Mann verkörperte sie in drei Folgen die Rolle der sowjetischen Wissenschaftlerin Irina Leonova. Während es um ihre Schauspielkarriere ruhiger wurde, leitete sie in den 1990er-Jahren zeitweise eine multilinguale Arbeitsagentur im Besitz ihrer Familie. Merrow tritt heutzutage vorwiegend in kleineren Theater- und Filmproduktionen auf.
Merrow lebt abwechselnd in England und in Boise, Idaho, wo ihre Enkel wohnen.

## Filmografie (Auswahl)

### Kino- und Fernsehfilme
- 1961: Herein ohne anzuklopfen (Don’t Bother to Knock)
- 1962: Das Rätsel der unheimlichen Maske (The Phantom of the Opera)
- 1964: The System
- 1965: Catacombs – Im Netz des Dunkeln (Catacombs)
- 1967: Brennender Tod (Night of the Big Heat)
- 1968: Geheimauftrag K (Assignment K)
- 1968: Der Löwe im Winter (The Lion in Winter)
- 1970: Ihre Chance war gleich Null (Adam’s Woman)
- 1971: Hände voller Blut (Hands of the Ripper)
- 1972: Der Hund von Baskerville (The Hound of the Baskervilles, Fernsehfilm)
- 1973: Horror in 37.000 Fuß (The Horror at 37,000 Feet, Fernsehfilm)
- 1974: Grüsse aus dem Jenseits (A Time for Love)
- 1975: Der See der verstümmelten Leichen (Diagnosis: Murder)
- 1981: Triumph der Liebe (The Patricia Neal Story, Fernsehfilm)
- 1982: The Appointment
- 2011: Resolution (Kurzfilm)
- 2016: Almosting It
- 2019: New Chilling Tales: The Anthology
- 2020: The Haunting of Margam Castle
- 2025: In the Grip of Terror

### Fernsehserien
- 1961: The Angry Gods (Miniserie, 2 Folgen)
- 1963: Lorna Doone (Miniserie, 9 Folgen)
- 1964–1965: Geheimauftrag für John Drake (Danger Man, 3 Folgen)
- 1965, 1966: Simon Templar (The Saint, 2 Folgen)
- 1966: Der Baron (The Baron, Folge 1x04)
- 1967: Nummer 6 (The Prisoner, Folge 1x05)
- 1967: Mit Schirm, Charme und Melone (The Avengers, Folge 6x08)
- 1967: Der Mann mit dem Koffer (Man in a Suitcase, Folge 1x13)
- 1969: Spezialauftrag (Strange Report, Folge 1x11)
- 1969: Randall & Hopkirk – Detektei mit Geist (Randall & Hopkirk (Deceased), Folge 1x14)
- 1970: Kobra, übernehmen Sie (Mission: Impossible, Folge 4x21)
- 1970: UFO (Folge 1x25)
- 1971: Hadleigh (8 Folgen)
- 1971: Ohne Furcht und Sattel (Bearcats!, Folge 1x06)
- 1971: Alias Smith und Jones (Alias Smith and Jones, Folge 2x09)
- 1972, 1973: Mannix (2 Folgen)
- 1972, 1973: Wo die Liebe hinfällt (Love, American Style, 2 Folgen)
- 1973: Notruf California (Emergency!, Folge 2x15)
- 1973: Der Magier (The Magician, Folge 1x06)
- 1973: Cannon (Folge 3x12)
- 1974: Make-up und Pistolen (Police Woman, Folge 1x10)
- 1974: Barnaby Jones (Folge 3x12)
- 1974–1977: Der Sechs-Millionen-Dollar-Mann (The Six Million Dollar Man, 3 Folgen)
- 1977: Van der Valk (Folge 3x12)
- 1981: Der unglaubliche Hulk (The Incredible Hulk, Folge 4x06)
- 1981: The Greatest American Hero (Folge 2x06)
- 1982: Romance Theatre (5 Folgen)
- 1982: Hart aber herzlich (Hart to Hart, Folge 4x07 Geld macht nicht glücklich)
- 1983: Magnum (Magnum, P.I., Folge 4x06 Das Geheimnis der Herzogin)
- 1985: Chefarzt Dr. Westphall (St. Elsewhere, Folge 3x22)
- 1986: Airwolf (Folge 3x19)
- 1986: MacGyver (Folge 1x21)
- 1993: Lovejoy (Folge 4x12)
- 1997: Die Scharfschützen (Sharpe, Folge 5x03)